# Diego Caballo
Diego Caballo Alonso (Salamanca, 17 febbraio 1994) è un calciatore spagnolo, difensore del Lugo.

## Carriera
Ha giocato nella seconda divisione spagnola e nella prima divisione dei campionati australiano e danese.